# Lampropterus truncatipennis
Lampropterus truncatipennis là một loài bọ cánh cứng trong họ Cerambycidae.